# 兴唐郡
兴唐郡，中国唐朝时设置的郡。
唐玄宗天宝元年（742年），改蔚州置安边郡。唐肃宗至德二载（757年）改安边郡置兴唐郡，因为安禄山之乱，避安字。治所在兴唐县（今河北省蔚县）。下辖兴唐县、灵丘县（今山西省灵丘县）、飞狐县（今河北省涞源县）。辖境相当今河北省蔚县、涞源县、阳原县及山西省灵丘县、广灵县、天镇县、阳高县等地。唐肃宗乾元元年（758年）复改为蔚州。